# Steve Norton
Steve Norton ist ein US-amerikanischer Jazz- und Improvisationsmusiker (Baritonsaxophon, Sopransaxophon).

## Leben und Wirken
Norton studierte Saxophon bei Steve Adams (Mitglied des Rova Saxophone Quartet) und George Garzone, Komposition am Berklee College of Music. Seine Karriere begann er in den 1970er-Jahren in Boston, war Gründungsmitglied des Either/Orchestra und arbeitete u. a. mit Vic Rawlings, Curt Newton, Joe Morris, Herb Robertson, Ken Vandermark, Tim Berne, Gregg Bendian, Andrea Parkins sowie in den Rockbands Animal Hospital Ensemble und Mission Creep. Ferner leitet er das Quintett Debris (Album Terre Haute, 1993), das sich mit Neuer Musik beschäftigt. Mit Debris und dem Splatter Trio nahm er ein Album mit Kompositionen von Anthony Braxton auf. 1992 gründete er das Saxophonquartett Sponj. Im Bereich des Jazz war er zwischen 1986 und 1997 an 22 Aufnahmesessions beteiligt.

## Diskographische Hinweise
- Jump or Die (21 Anthony Braxton Compositions 1992)
- Debris: Terre Haute (1992), mit Keith Hedger, Andrew D’Angelo, Arthor Weinstein, Matt Turner, Curt Newton
- Joe Morris: Racket Club (1993), mit Jim Hobbs, Nate McBride, Jerome Deupree, Curt Newton
- Debris: Rapture in the Church of Disreputable Daydreams (Music & Arts Program of America, 1994), mit Arthor Weinstein, Bob Ross, Curt Newton
- Steve Norton, Tom Plsek, Gino Robair: Firehouse Futurities (Rastascan Records, 1999)
- Katt Hernandez / Steve Norton: Modern Antique (2010)
- It's Hard Not To Be Who You Are (2010)